# Барсанти, Франческо
Франческо Барсанти (итал. Francesco Barsanti, 1690—1772) — итальянский музыкант и композитор XVIII века.

## Биография
О происхождении Барсанти известно крайне мало. Родился Барсанти в 1690 году в городе Лукка. Его отцом возможно является  либреттист опер Джованни Николао Барсанти  (однако, это не доказано). В юности он изучал юриспруденцию в Падуе, но бросил ее ради музыкальной карьеры. Оказал влияние на развитие инструментальной музыки, в особенности в жанрах соната, концерт и симфония . 
В 1717 и в 1718 он играл на гобое во время больших литургийных служб, которые каждый год проходили в Санта Кроче.
Проработав много лет в Лондоне, в 1735 Барсанти едет в Шотландию, где женится на шотландке. Там он опубликовал свои лучшие работы: 10 концертов op.3 в 1742 г. и 9 увертюр op.4 около 1743.
Потом он возвратился в Лондон, где выступал как музыкант-альтист в оркестрах Лондонских театров. В некоторых документах Эдинбургского Музыкального Союза сказано, что Барсанти раньше играл на литаврах, но продал их, так как нуждался в деньгах для возвращения в Лондон.
Умер в 1772 году в бедности.

## Список произведений
- 6 Сонат для блок-флейты и континуо, Oп. 1
- 6 Сонат для флейты и континуо, Oп. 2
- 10 Кончерто гроссо, Oп. 3
- 9 Увертюр, Оп. 4
- 6 Антифонов, Oп. 5
- 6 Кончерто гроссо, Оп.6
- «A Collection of Old Scot Tunes»